# Valter J.Amorim
Valter José de Amorim é um blogueiro e escritor espiritualistas, nascido na cidade de Santos, em 23/09/1973, autoditata em teologia, pai de dois filhos; Stevie Ferreira Amorim e Brandon Ferreira Amorim, tendo sido amasiado com Maria Rute Ferreira por 33 anos.
1. ↑  J.Amorim, Valter. «Sobre Mim≋Era de Aquário (2036)». Era de Aquário (2036). Consultado em 18 de agosto de 2025